# Hohes Fichtelgebirge
Das Hohe Fichtelgebirge ist ein wald- und bergreicher, aus mehreren Höhenzügen zusammengesetzter Gebirgsstock, welcher hufeisenförmig (Fichtelgebirgs-Hufeisen) die Selb-Wunsiedler Hochfläche umschließt. Naturräumlich stellt das Hohe Fichtelgebirge die Haupteinheit 394 innerhalb der Haupteinheitengruppe Thüringisch-Fränkisches Mittelgebirge (39) dar, die sich vom Thüringer Wald bis zum Fichtelgebirge zieht.

## Geographie
Den Nordwesten des Hufeisens nimmt der nach Südwesten bei Gefrees-Kornbach endende Kamm des Waldsteingebirges ein mit dem Großen Waldstein (877 m) im Zentrum und dem Massiv des Kornbergs mit dem Großen Kornberg (827 m) im Nordosten.
Den Südwesten nimmt das nach Südosten gerichtete Hohe Fichtelgebirge im engeren Sinne ein mit den Massiven von Schneeberg (bis 1051 m), Ochsenkopf (bis 1024 m) und Kösseine (bis 939 m).
Den Südwesten bilden drei Heiden: Am Berg Hohe Heide (848 m) im Nordwesten des Schneebergmassivs zweigt nach Südwesten der gleichnamige Riedel ab, der allmählich zum Mainberg (623 m) abflacht und nach Südosten vom Weißen Main begrenzt wird. Östlich des Weißmains und südwestlich des Ochsenkopfes liegt die Königsheide (bis 863 m), östlich davon und durch die Warme Steinach getrennt die Nasse Heide (Kreuzsteingruppe) (bis 838 m).
Durch die Fichtelnaab bei Neusorg von der Nassen Heide abgetrennt, schließt sich schließlich der nach Nordosten gerichtete Südosten der Hufeisens mit Steinwald (bis 946 m), Reichsforst (bis 705 m) und Kohlwald (bis 656 m) an.

### Naturräumliche Gliederung

#### Entwurf einer naturräumlichen Gliederung im nordostbayerischen Raum
Seit September 2010 existiert ein Neuentwurf der Naturräume Nordostbayerns, in dem mit Naturraum Hohes Fichtelgebirge nur der zentrale Gebirgsteil gemeint ist und sich das Hufeisen wie folgt gliedert: Im Buchstabencode eines Naturraums steht ein vorangestelltes „W“ jeweils für Hercynisches Waldgebirge (= Thüringisch-Fränkisches Mittelgebirge + Vogtland) und ein folgendes „f“ jeweils für Fichtelgebirge, auf welches dann ein naturraumweiser Abkürzungsbuchstabe folgt:
- (Hohes Fichtelgebirge im weiteren Sinne ≈ Haupteinheit 394 nach Handbuch der naturräumlichen Gliederung Deutschlands)
  - Wfb Bernecker Gebiet – beiderseits des Weißmains an seiner südlichsten Stelle bei Bad Berneck-Escherlich
  - Wfw Waldsteinzug – Waldsteingebirge, nordöstlich von Gefrees-Kornbach
  - Wfh Hohes Fichtelgebirge (im engeren Sinne) – Kammbereich im Südwesten mit Schneeberg, Ochsenkopf, Kösseine sowie Königsheide und Kreuzsteingruppe
  - Wfe Erbendorfer Talzug – Gebiet an der Fichtelnaab zwischen Neusorg und Erbendorf; mit Armesberg
  - Wfs Steinwald – Steinwald, aber ohne basaltigen Nordosten
  - Wfp Pechbrunner Basaltgebiet (mit Reichsforst) – Reichsforst inklusive nordöstlichem Steinwald (Teichelberge)
  - Wfk Kohlwaldgebiet – Kohlwald (im weiteren Sinne), nach Osten ausgedehnt bis nach Waldsassen.

Die hier beschriebene Gliederung zieht die Grenzen zwischen den Teilen des Hohen Fichtelgebirges (im weiteren Sinne) und Innerer Hochfläche (Wfi, „Inneres Fichtelgebirge“) etwas anders als die ehemalige Bundesanstalt für Landeskunde. Insbesondere liegen dort die Orte an der oberen Fichtelnaab (flussaufwärts: Ebnath, Brand, Mehlmeisel und Fichtelberg) im Inneren Fichtelgebirge.
Auch ist die Grenze des Fichtelgebirges zur Naab-Wondreb-Senke etwas nach Südosten verschoben, wodurch hier z. B. Erbendorf und Waldsassen von der Senke ins Fichtelgebirge wandern – die Naab-Wondreb-Senke hat nach dieser Gliederung weder Anschluss nach Nordosten ans Egerbecken noch nach Südwesten ans Oberpfälzische Hügelland und wird als Teil des Oberpfälzer Waldes angesehen.
Daher ist diese Gliederung nur bedingt mit der älteren, etablierten Grundgliederung kompatibel.

#### Naturräumliche Untergliederung nach dem LfU Bayern

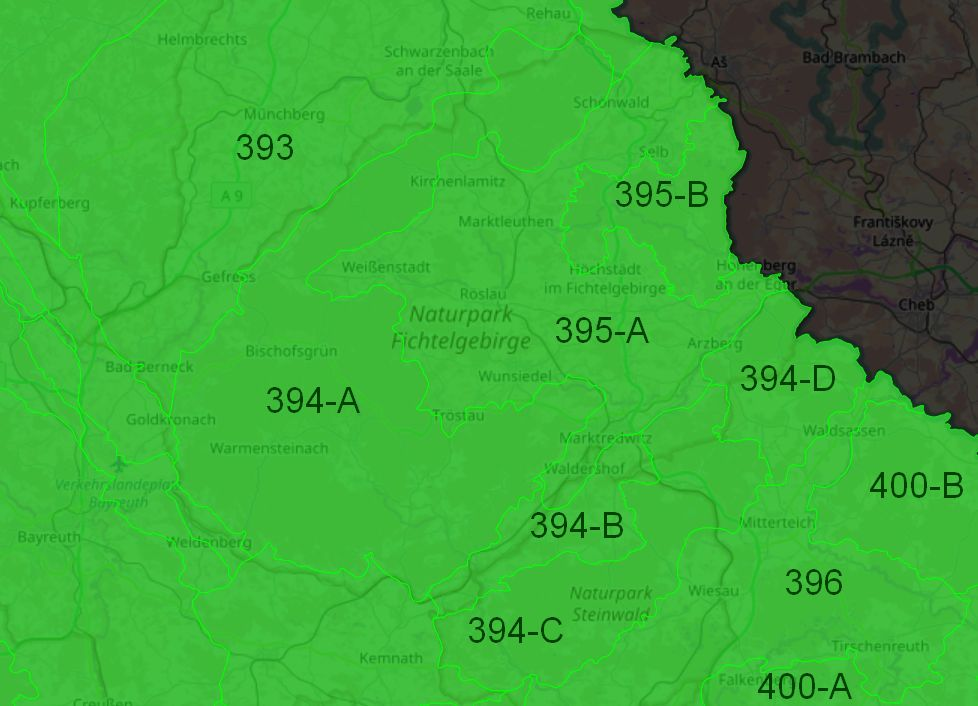
Unternaturräume des Fichtelgebirges nach LfU – alle mit 394 beginnenden Einheiten gehören zum Hohen Fichtelgebirge

Abweichend von der obigen Gliederung hat das Bayerische Landesamt für Umwelt eine Untergliederung des Hohen Fichtelgebirges vorgenommen, die mit den Haupteinheiten der Bundesanstalt für Landeskunde voll kompatibel ist und das Hufeisen wie folgt untergliedert:
- 394 Hohes Fichtelgebirge (452,0 km²)
  - 394-A West- und Nordkamm des Hohen Fichtelgebirges (463,2 km²)
  - 394-B Pilgramsreuther Sattel (56,9 km²)[7]
  - 394-C Steinwald (LfU) (158,7 km²)[7]
  - 394-D Lausnitzer Randberge (73,2 km²)

Die Einheit 394-A umfasst dabei den Waldsteinzug und das „Kern“-Fichtelgebirge (Hohes Fichtelgebirge im engeren Sinne) sowie das kleine Bernecker Gebiet. Sie endet nach Südosten vor bzw., an wenigen Stellen, an der Bahnlinie Marktredwitz–Kulmain (Nürnberg–Cheb), der die Staatsstraße St 2177 weitgehend folgt.
Der Südwestteil der die Bahn und die Staatsstraße führenden Senke wird von (Kulmain-)Oberwappenöst über (Neusorg-)Wernersreuth, (Pullenreuth-)Lochau sowie Neusorg und Pullenreuth bis etwa zum namensgebenden (Pullenreuth-)Pilgramsreuth zur Einheit 394-B gezählt, der Nordostteil mit Waldershof und Marktredwitz bereits zur Selb-Wunsiedeler Hochfläche (395). Der Pilgramsreuther Sattel zieht sich östlich davon über (Waldershof-)Poppenreuth weiter bis etwa (Marktredwitz-)Manzenberg und nimmt die westlichen Abdachungen des Steinwaldes und des Reichsforstes ein, die nicht mehr komplett bewaldet sind.
Der Steinwald nach dieser Gliederung (394-C) umfasst nicht nur den Steinwald im engeren Sinne, sondern zum einen auch die Gebiete rechts (südwestlich) der Fichtelnaab mit dem Armesberg sowie praktisch den kompletten Reichsforst.
Die Einheit 394-D schließlich enthält in der Hauptsache den Kohlwald mit dem Arzberger Forst (Kohlwald im engeren Sinne) und dem sich nach Südosten anschließenden Münchenreuther Wald nebst Rodungsinseln um die nach Waldsassen eingemeindeten Orte Münchenreuth und Pechtnersreuth sowie das sich nach Süden anschließende, weitgehend unbewaldete Gebiet um Konnersreuth.

#### Geomorphologische Gliederung Tschechiens

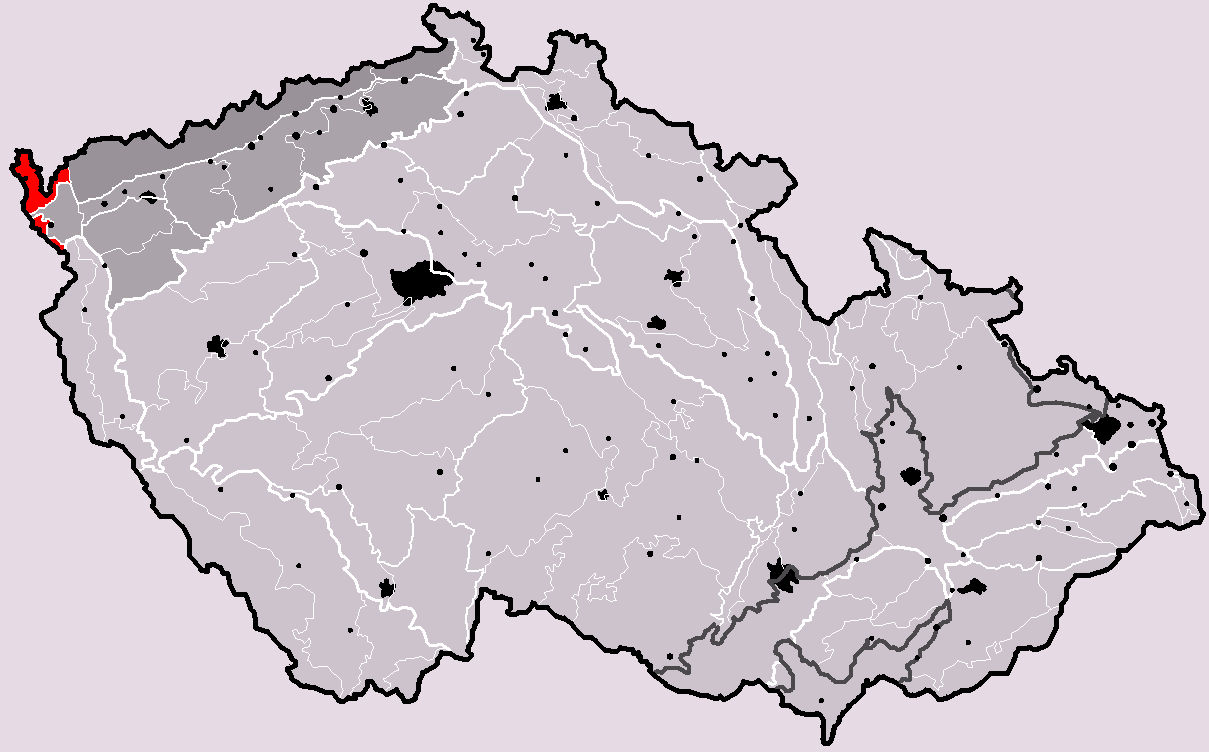
Geomorphologische Einteilung Tschechiens mit Smrčiny (rot markiert)

In der geomorphologischen Gliederung des Nachbarlandes Tschechien werden auch Ašská vrchovina (deutsch: Ascher Bergland), Hazlovská pahorkatina (deutsch: Haslauer Hügelland) sowie Chebská pahorkatina (deutsch: Egerer Hügelland) dem (Hohen) Fichtelgebirge als Haupteinheit Smrčiny (I3A-1) zugeordnet.

### Wasserscheiden und Hauptkammlinien
Von den vielen Flüssen und Bächen, die im Fichtelgebirge entspringen, verlassen es in der Hauptsache nur dreie:
- Die Eger entwässert den Großteil der inneren Hochfläche und verlässt das Mittelgebirge auf deutscher Seite nah Hohenberg an der Eger, im Nordosten. Sie entwässert über die Elbe zur Nordsee.
- Die Fichtelnaab entwässert den Südosten zur Naab und damit zur Donau bzw. zum Schwarzen Meer.
- Der Weiße Main entwässert den äußersten Westen zum Main und damit über den Rhein zur Nordsee.

Eine nur geringe Rolle spielen demgegenüber die Flüsse, die im Nordwesten über die Saale zur Elbe entwässern: Die Lamitz und der Perlenbach. Gleichwohl sind dies die einzigen Flüsse, die das Hufeisen des Fichtelgebirges durchbrechen und dementsprechend sich auch auf die Höhenstruktur auswirken. Sie versetzen insbesondere die Wasserscheiden ins Innere des Fichtelgebirges.

#### Europäische Hauptwasserscheide

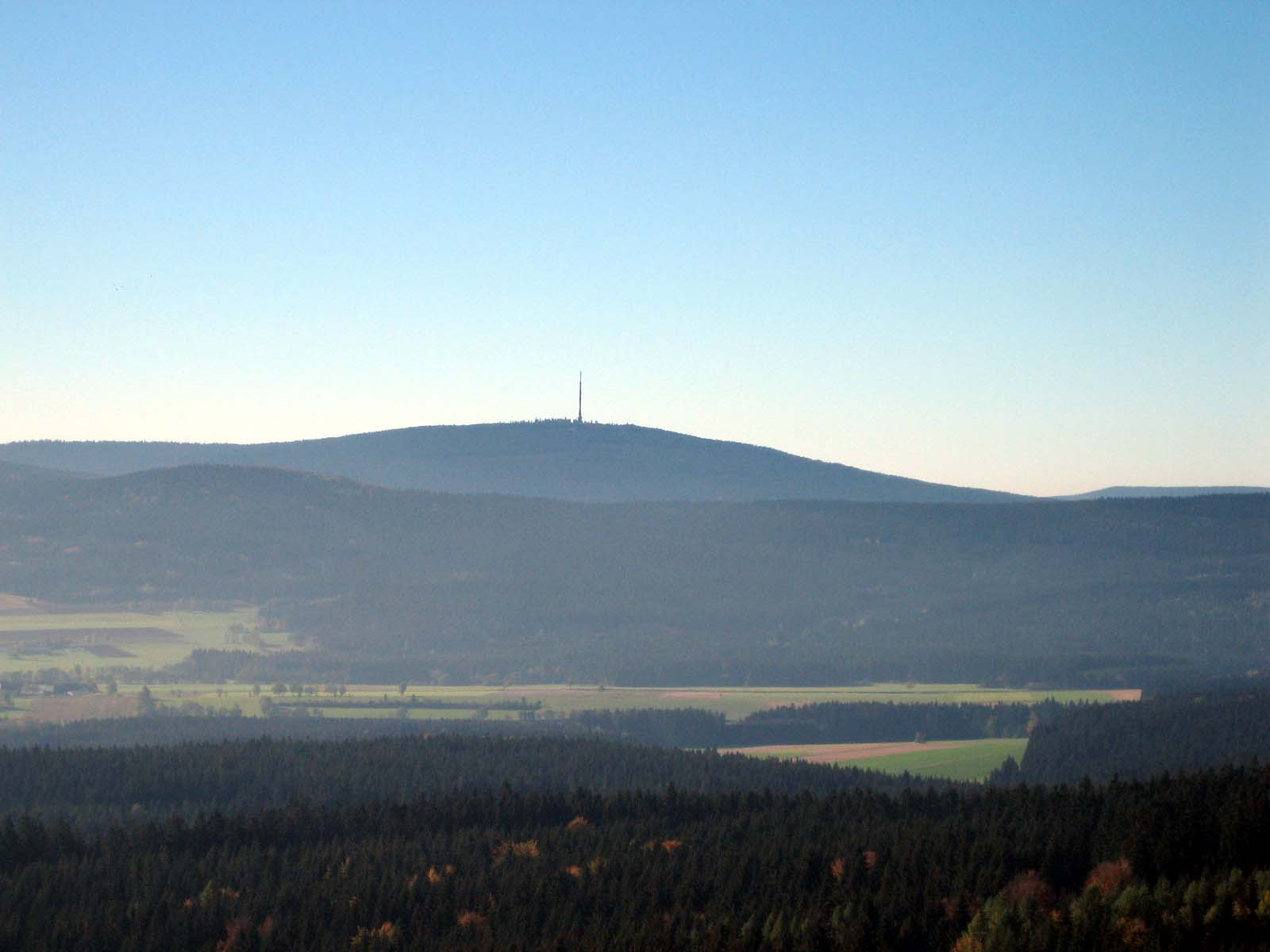
Ochsenkopf

Die Europäische Hauptwasserscheide zwischen Nordsee und Mittelmeer durchläuft den Süden des Fichtelgebirgs-Hufeisens. Sie kommt, als Wasserscheide zwischen Main und Naab, von Südwesten über die folgende Linie:
- (Kirchenpingarten-)Muckenreuth (auf ca. 574 m)
- Muckenreuther Rangen (836 m)
- Kreuzstein (838 m)
- Hüttenberg (Kreuzsteingruppe) (758 m)
  - ↓ Scharte am Hüttener Sattel südöstlich (Warmensteinach-)Hüttens (auf ca. 726 m)
- Ochsenkopf (1024 m)
  - ↓ Scharte nah dem Seehaus-Wanderparkplatz, B 303 an der Kreisgrenze BT/WUN (auf ca. 770 m)
- Seehügel (953 m)

Durch Anlage des Bocksgrabens im Jahr 1795 wurde die Wasserscheide zwischen Ochsenkopf und Hüttener Sattel nach Osten verlegt.
Die Europäische Hauptwasserscheide verlässt das Fichtelgebirge als Wasserscheide zwischen Eger und Waldnaab im Steinwald, vom Kleinen Teichelberg (708 m) südostwärts zum Torberg (561 m) nordöstlich Fuchsmühls.
Der größere, zwischen beiden Abschnitten liegende Teil der Europäischen Hauptwasserscheide ist auch Teil der Hauptwasserscheide des Fichtelgebirgs-Hufeisens.

#### Obereger-Wasserscheide
Die eigentliche Hauptwasserscheide des Fichtelgebirges ist die der oberen Eger bis zur Vereinigung mit der Wondreb. Sie folgt, z. T. im Wechsel zwischen den Kammlinien, der Hufeisenform. Vom Norden des Fichtelgebirges nimmt sie, im Gegenuhrzeigersinn, folgenden Verlauf (von den Scharten sind nur die wichtigsten verzeichnet):

Großer Kornberg

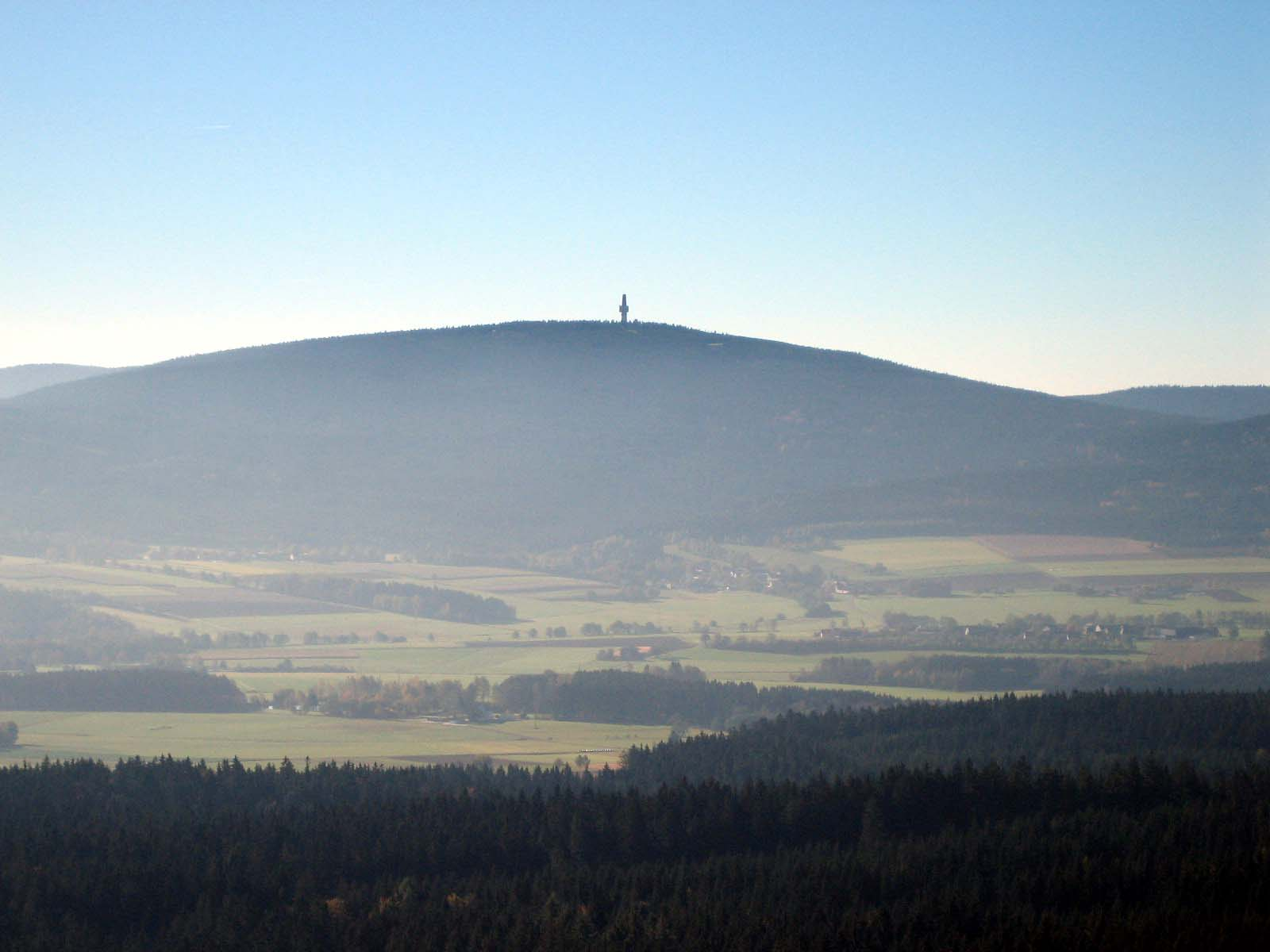
Schneeberg

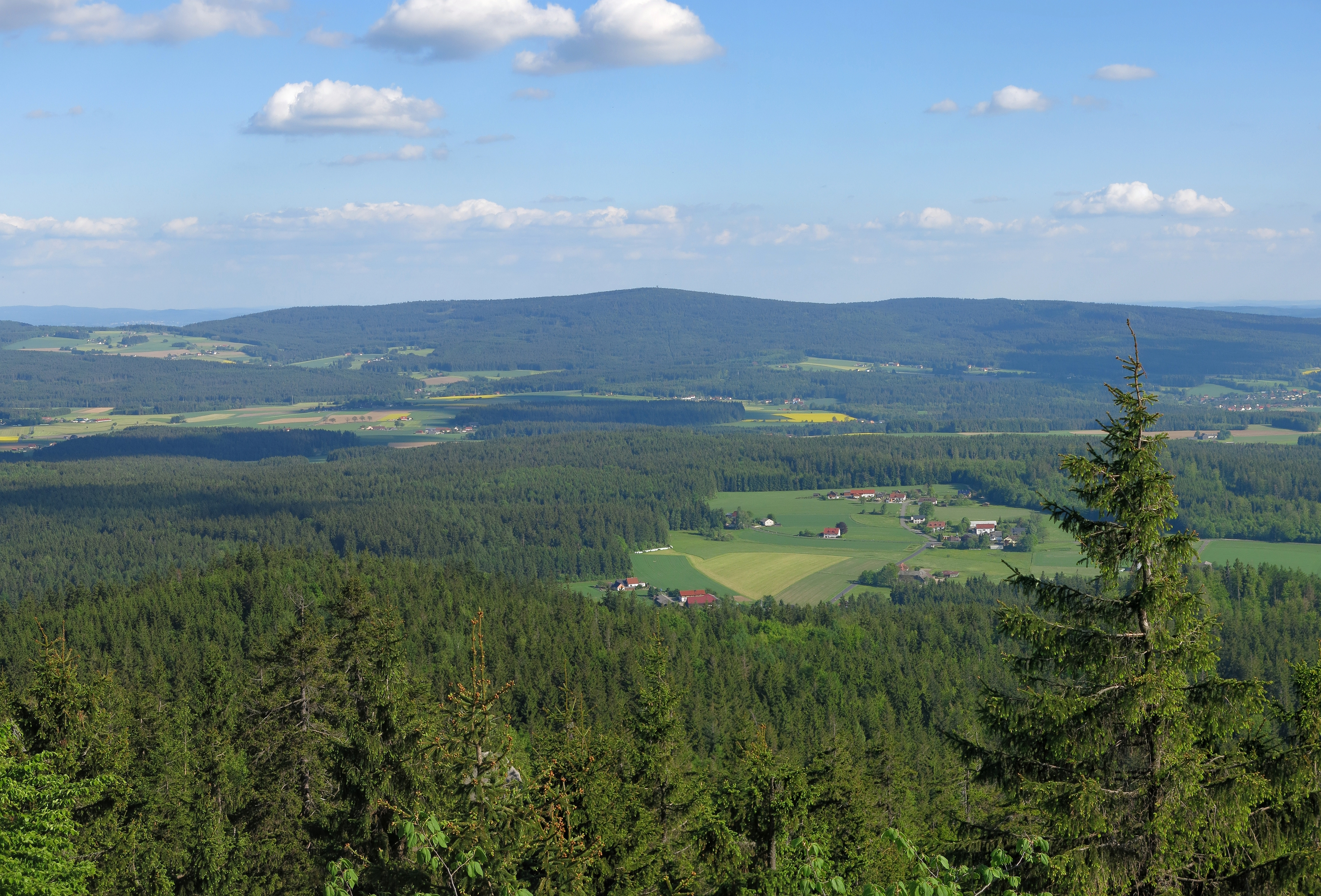
Platte (Steinwald)

- Tschechisch-deutsche Grenze (auf ca. 640 m)
- Rabenberg (719 m)
- Großer Kornberg (827 m)
  - ↓ Scharte bei Niederlamitz (auf ca. 565 m)
- Bergkopf (857 m)
  - ↓ Scharte an der Straße Weißenstadt–Sparneck (auf ca. 762 m)
- Großer Waldstein (877 m)
  - ↓ Scharte am Kornbacher Sattel, 2 km südöstlich von Gefrees-Kornbach, nordöstlich von Haidlas (auf ca. 675 m)
- Hohe Heide (848 m)
- Schneeberg (1051 m)
- Nußhardt (972 m)
- Seehügel (953 m)
- Platte (883 m)
  - ↓ Scharte westlich vom Silberhaus (auf ca. 720 m)
- Hohe Matze (813 m)
  - ↓ Scharte nordöstlich von Wurmloh (auf ca. 655 m)
- Kösseine (939 m)
- Heuberg (697 m)
  - ↓ Scharte am Pilgramsreuther Sattel (auf ca. 606 m)
- Harlachberg (686 m)
- Knock (845 m)
- Platte (946 m)
- Plößberg (946 m)
- Anhöhe von Herzogöd (751 m)
- Steinknock (708 m)
- Roßkopf (725 m)
  - ↓ Scharte am Pechbrunner Sattel; A 93, nah der Abfahrt Pechbrunn (auf ca. 585 m)
- Wappenstein (672 m)
- Steinberg (705 m)
- Steinhügel (677 m)
- Ruheberg (693 m)
- Preisberg (635 m)
  - ↓ Scharte nordöstlich Preisdorfs (auf ca. 568 m)
- Lehenbühl (622 m)
- Dietzenberg (626 m)
- Výhledy (655,8 m)

Die tiefste Scharte ist die ins Innere Fichtelgebirge versetzte östlich des Waldsteinzugs zwischen Großem Waldstein und Großem Kornberg; hier nur durch das schmale Tal der Lamitz unterbrochen, während am Pilgramsreuther Sattel zwischen Kösseine und Steinwald die Verkehrs-Hauptachse ins Fichtelgebirge verläuft. Auch der Pechbrunner Sattel zwischen Steinwald und Reichsforst wird durch Autobahn und Eisenbahn genutzt; jedoch steigen jenseits desselben die Höhen nur noch um maximal ca. 120 m an.

#### Abweichung der Hauptkammlinie von der Wasserscheide
Lediglich nördlich von Schönwald, nordwestlich von Kirchenlamitz sowie zwischen Reichsforst und Kohlwald weicht die oben beschriebene Wasserscheide von der Hauptkammrichtung ab:
Der Waldsteinkamm im äußersten Nordwesten des Hufeisens hat, unter Einbezug der beiden Täler, den folgenden Verlauf in Richtung Südwesten:
- Schönlinder Höhe (682 m)
  - ↓ Perlenbach (auf ca. 559 m)
- Pfaffenberg (710 m)
- Rabenberg (719 m)
- Großer Kornberg (827 m)
  - ↓ Lamitz (auf ca. 547 m)
- Kleiner Kornberg (678 m)
- (diverse weniger bekannte Kuppen)
- Bergkopf (857 m)
- Großer Waldstein (877 m)
  - ↓ Scharte am Kornbacher Sattel, 2 km südöstlich von Gefrees-Kornbach, nordöstlich von Haidlas (auf ca. 675 m)

Der Kammverlauf zwischen Reichsforst und Kohlwald unter Einbezug des Feisnitztals ist der folgende:
- Ruheberg (693 m)
- Elmberg (618 m)
  - ↓ Feisnitz (auf ca. 505 m)
- Kohlberg (633 m)
- Siebenlindenberg (643 m)
- Moosrangen (599 m)

## Geologie
Geologisch besteht der Gebirgsstock im Wesentlichen aus Granit. Die Geschichte seiner Orogenese beginnt im Präkambrium vor etwa 750–800 Millionen Jahren – fast 20 % der Erdgeschichte deckt das Gebirge ab, was nur auf wenige der heute noch bestehenden Rumpfgebirge zutrifft.

## Berge

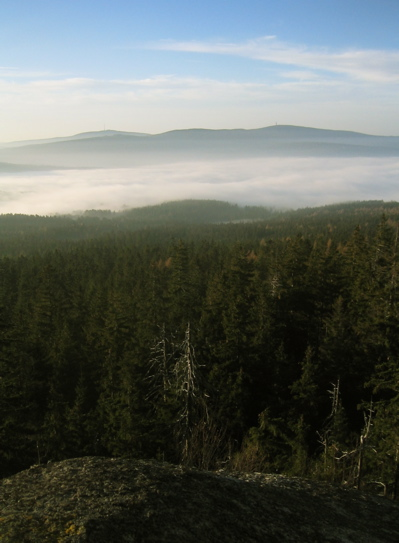
Blick auf das Hohe Fichtelgebirge

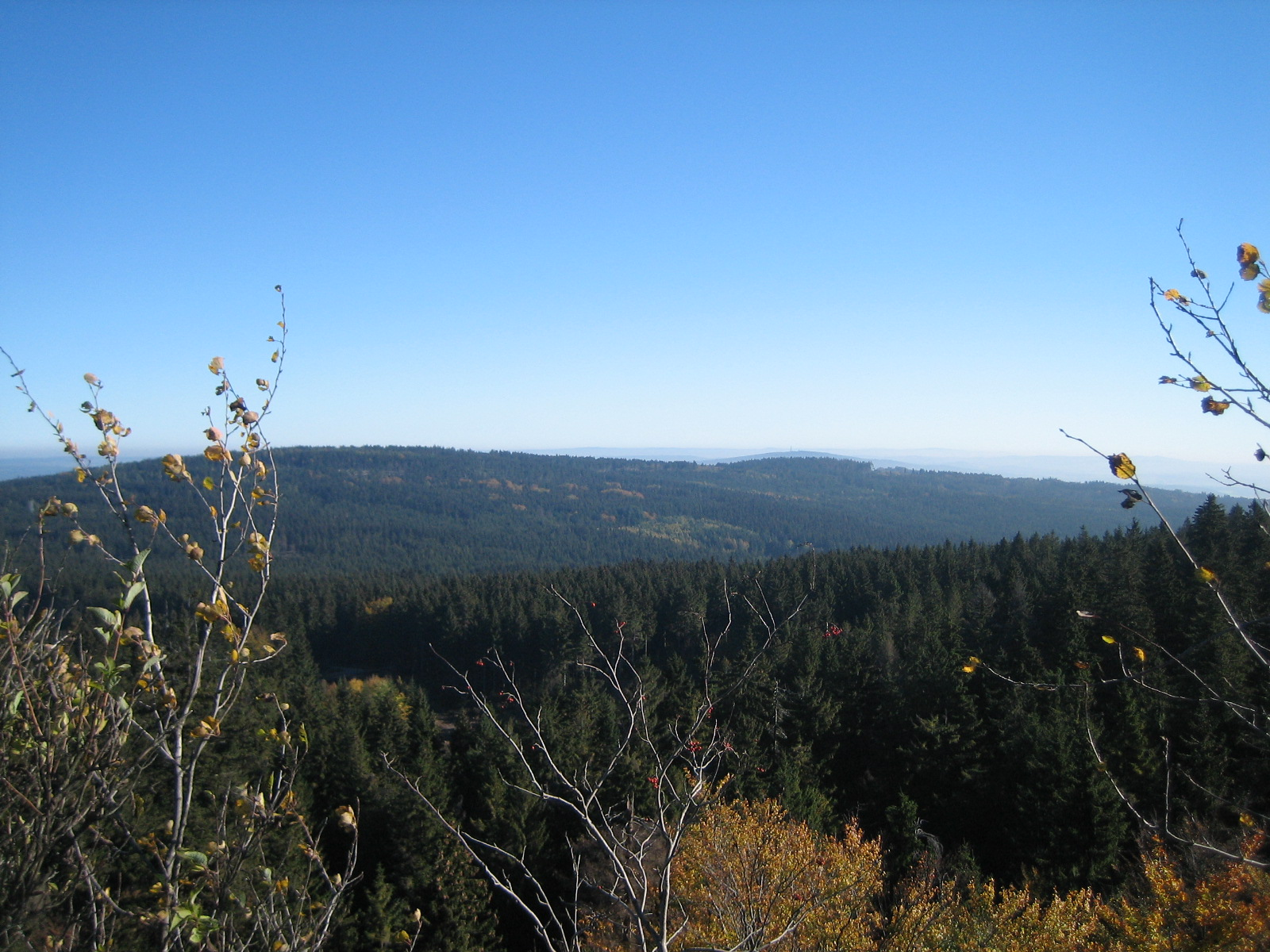
Hohes Fichtelgebirge, vom Waldstein aus gesehen

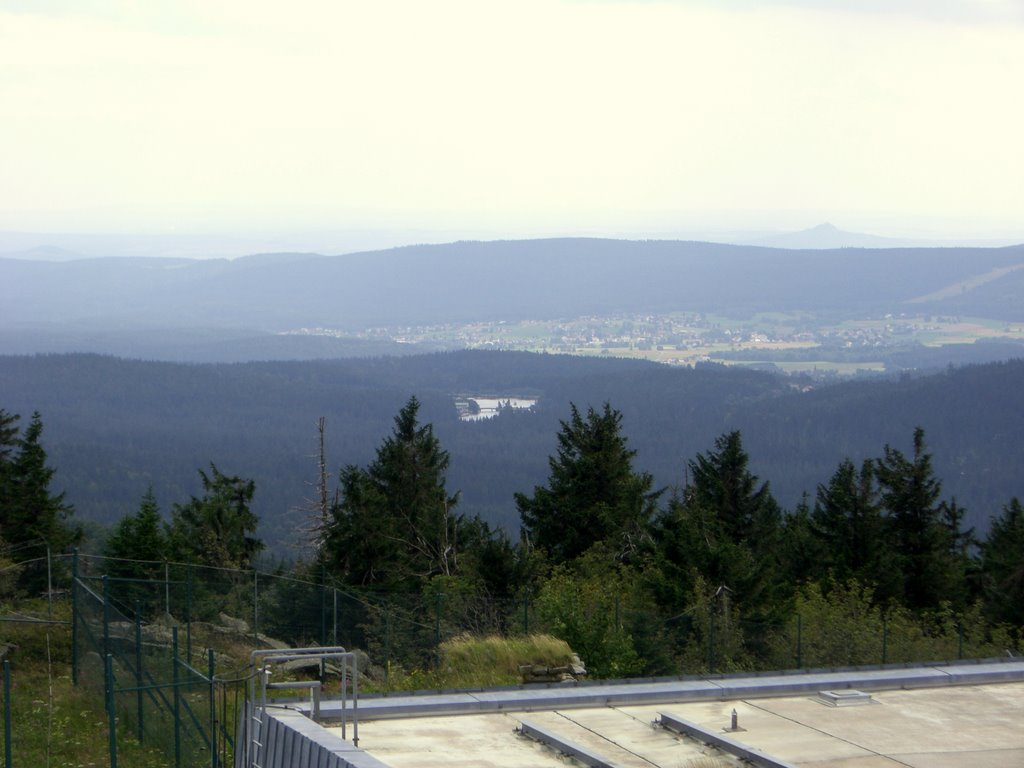
Blick vom Schneeberg auf den Fichtelsee und Mehlmeisel

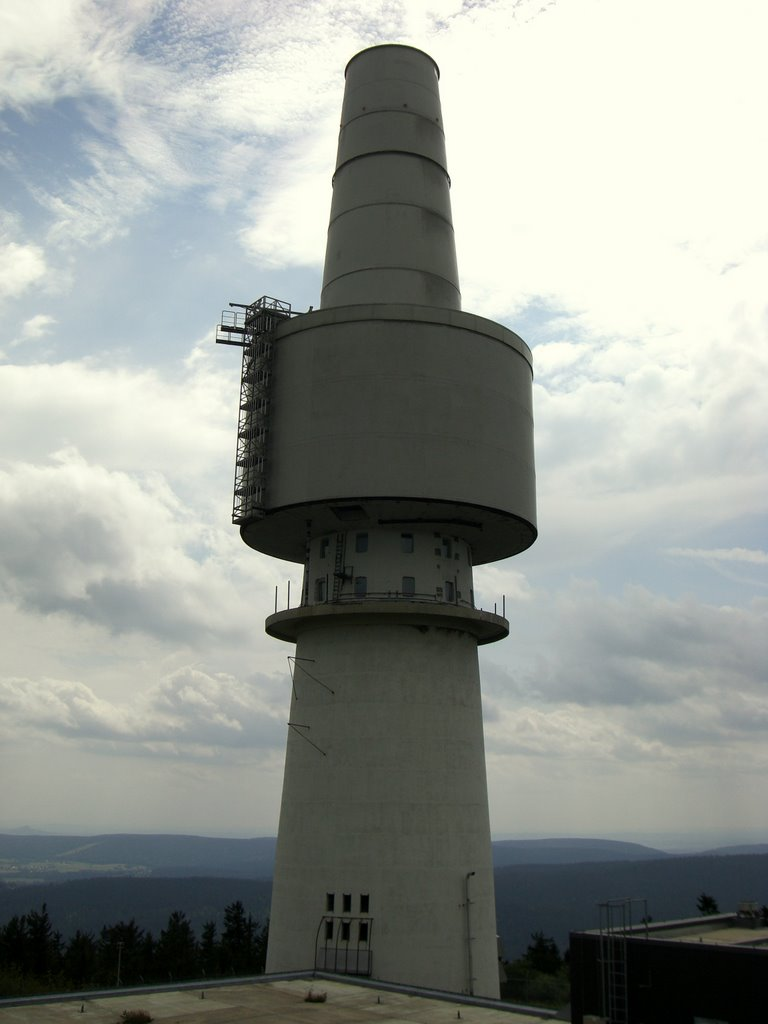
Der Fernmeldeturm auf dem Schneeberg im August 2007

Zu den Bergen im Hohen Fichtelgebirge gehören sortiert nach Höhe in Meter (m) über Normalnull (NN):
| Berg                                | Höhe (m) | Anmerkung |
| ----------------------------------- | -------- | --- |
| Schneeberg                          | 1.051    | Höchster Berg des Fichtelgebirges, Haberstein (923 m) am Südwesthang                                                      |
| Ochsenkopf                          | 1.024    | Wintersport, Sessel- und Schlepplifte, Weißmainfelsen (906 m) am Osthang                                                  |
| Nußhardt                            | 972      | Südöstlich an Schneeberg anschließend                                                                                     |
| Seehügel                            | 953      | Südöstlich an Nußhardt anschließend; Ahornfels (910 m) am Südwesthang                                                     |
| Platte (Steinwald)                  | 946      | Höchste Erhebung des Steinwaldes, mit 35 m hohem Oberpfalzturm, Aussichtsplattform auf 976 m Gesamthöhe                   |
| Kösseine                            | 939      | Nebengipfel Kleine Kösseine (922 m)                                                                                       |
| Platte (Schneeberg)                 | 885      | Südöstlich an Seehügel anschließend                                                                                       |
| Burgstein (Kösseinemassiv)          | 879      | Burgsteinfelsen auf 869,2 m, Luisenburg-Kreuzfelsen (785 m) am Nordfuß                                                    |
| Großer Waldstein                    | 877      | Wintersport, Loipen |
| Rudolfstein (Schneeberg)            | 866      | Felsformation am Gipfel und Formation Drei Brüder (850 m) 500 m südwestlich                                               |
| Hohberg                             | 863      | Höchste Erhebung der Königsheide; Wintersport, Schlepplifte                                                               |
| Weißenstein (Steinwald)             | 863      | |
| Bergkopf (Waldstein)                | 857      | 25 m hohe (817 m ü. NHN) Granitformation Hoher Stein am Nordostfuß                                                        |
| Haberstein (Kösseine)               | 848      | |
| Kreuzstein                          | 838      | Höchste Erhebung der Kreuzsteingruppe zwischen Warmer Steinach und Fichtelnaab                                            |
| Klausenberg                         | 835      | 2,5 km südöstlich vom Kreuzstein; Doppelkuppe (Südgipfel: Holzgrabenberg); Klausenturm an der Nordostflanke auf ca. 820 m |
| Platte (Kreuzsteingruppe)           | 830      | Südwesten der Kreuzsteingruppe, 2,5 km ostnordöstlich von Kirchenpingarten-Muckenreuth                                    |
| Großer Kornberg                     | 827      | Wintersport, Schlepplift und Loipen                                                                                       |
| Hohe Matze                          | 813      | Felsformation Prinzenfelsen (751 m)                                                                                       |
| Epprechtstein (Waldstein)           | 798      | Wintersport, Loipen |
| Lehstenberg                         | 768      | |
| Schauerberg (Kösseinemassiv)        | 767      | |
| Kleiner Teichelberg                 | 740      | |
| Schauerberg (Schneebergmassiv)      | 732      | |
| Armesberg                           | 731      | Erbendorfer Talzug, rechts der Fichtelnaab; Basalt-Randberg                                                               |
| Rabenberg                           | 719      | Nördliches Kornbergmassiv                                                                                                 |
| Tannenberg                          | 711      | Südsüdöstlicher Randberg der Kreuzsteingruppe; 1 km nordöstlich von Immenreuth-Ahornberg                                  |
| Pfaffenberg (Schönwald)             | 710      | |
| Steinknock                          | 708      | |
| Steinberg (Reichsforst)             | 705      | |
| Ruheberg                            | 692      | Gipfelregion Naturschutzgebiet                                                                                            |
| Berg (Weißenstadt)                  | 691      | |
| Wenderner Stein                     | 686      | |
| Großer Teichelberg                  | 685      | |
| Fürstenstein                        | 675      | |
| Výhledy (deutsch: Oberkunreuthberg) | 656      | Brunnenhaus |
| Sieben-Linden-Berg                  | 643      | Wintersport, Loipen |
| Zelená hora (deutsch: Grünberg)     | 637      | Fernmeldeturm, Aussichtsturm Bismarckturm                                                                                 |
| Kohlberg (Kohlwald)                 | 633      | Aussichtsturm Waldenfelswarte                                                                                             |
| Glasberg                            | 628      | Dreifaltigkeitskirche Kappl                                                                                               |
| Dietzenberg                         | 626      | |
| Mainberg                            | 623      | Bernecker Gebiet, Westrand des Fichtelgebirges, 3 km östlich von Bad Berneck                                              |
| Lehenbühl                           | 620      | bei Konnersreuth |
| Elmberg                             | 618      | |
| Gossenbühl                          | 616      | |
| Konnsberg                           | 613      | bei Konnersreuth |

## Ortschaften

### Bayern
| - Bischofsgrün - Brand (Oberpfalz) - Erbendorf - Ebnath | - Fichtelberg - Goldkronach - Konnersreuth - Mehlmeisel | - Nagel - Neusorg - Pechbrunn - Schönbrunn - Sparneck |  | - Tröstau - Warmensteinach - Weißdorf - Zell im Fichtelgebirge |

### Tschechien
| - Cheb (Eger) | - Horní Hraničná (Oberkunreuth) | - Pomezí nad Ohří (Mühlbach) | - Svatý Kříž (Heiligenkreuz) |

## Gewässer
- Siehe Fichtelgebirge

## Verkehr
- Eisenbahnknotenpunkt Marktredwitz
- Bundesstraßen  289, 303 und 15
- Bundesautobahnen 93 und 9

## Bauwerke
Neben zahlreichen Aussichtstürmen und -plattformen sind die auffälligsten Bauwerke im Hohen Fichtelgebirge die ehemals militärisch genutzten und jetzt stillgelegten Fernmeldetürme auf dem Schneeberg (Turmhöhe 73 m) und dem Großen Kornberg (Turmhöhe 64 m), sowie die zivil genutzten Fernmeldetürme auf dem Ochsenkopf (Turmhöhe 191,5 m) und der im tschechischen Teil des Gebirges liegenden Zelená hora (deutsch: Grünberg).

## Karten
- Fritsch Wanderkarte 1:50.000 Fichtelgebirge-Steinwald, ISBN 978-3-86116-052-6